# چوئه سون هوی
چوئه سون هوی (کره‌ای: 최선희؛ زاده ۱۰ اوت ۱۹۶۴) سیاست‌مدار و دیپلمات اهل کره شمالی که از ۱۱ ژوئن ۲۰۲۲ وزیر امور خارجه این کشور می‌باشد.
چوئه سون هوی، یکی از معدود زنان کره شمالی است که سمت‌های ارشد دولتی در اختیار داشته و مدت‌هاست که مسائل هسته‌ای و مذاکرات با ایالات متحده را مدیریت می‌کند. وی اولین زنی است که در تاریخ این کشور به مقام وزارت امور خارجه می‌رسد.